# Xcalumkin
Xcalumkin, früher auch als Holactun bezeichnet, ist eine bedeutende Ruinenstätte der Maya in Mexiko. Sie befindet sich auf der Halbinsel Yucatán im Bundesstaat Campeche und liegt in Luftlinie 12,5 km östlich von Hecelchakán und etwa 5 Kilometer südwestlich von Cumpich. Die Ruinen sind über Teile der Fläche und Hügelkuppen am Rand eines länglichen Talbeckens von knapp 4 km Länge verteilt, sie nehmen eine Fläche von 12 ha ein.
Die früheste Beschreibung stammt von Teobert Maler, der sich an diesem Ort im März und April 1887 aufhielt. Eine sehr ausführliche Aufnahme der damals noch vorhandenen Baureste und Monumente erfolgte durch Harry E. D. Pollock. Seither wurden viele Bauten durch Raubgräberei stark beschädigt und teilweise völlig zerstört. Seit dem Jahre 1992 führte eine französische Forschergruppe des Centre Français d'Études Mexicaines et Centraméricaines eine vollständige archäologische Aufnahme der Ruinen von Xcalumkin durch. Kleinere Restaurierungsarbeiten wurden durch Antonio Benavides Castillo geleitet.
Die Bezeichnungen der Gebäudekomplexe sind etwas verwirrend. Zu unterscheiden ist zwischen den Gebäuden des Hofes der Initialserien in der Hauptgruppe und der Hieroglyphengruppe rund 500 m weiter südlich.

## Hauptgruppe
Im Nordwesten der Hauptgruppe, nahe an einem Cenote, liegen zahlreiche Gebäude um zwei Höfe, die dem Proto-Puuc-Stil angehören. Es sind langgestreckte Gebäude mit einem Raum, die als Portikus mit einer größeren Zahl von Säulen gestaltet sind. Diese Bauten wurden später von anderen Bauten überdeckt.
Im Süden der Hauptgruppe liegt der Hof der Initialserie, der ursprünglich von vier Gebäuden eingeschlossen wurde, von denen nur noch die beiden im Norden und Süden teilweise aufrecht stehen. Die Bauten gehören dem frühen Puuc-Stil an und weisen, wie für diesen charakteristisch, durch dicke Säulen getragene Eingänge auf.

### Nordgebäude

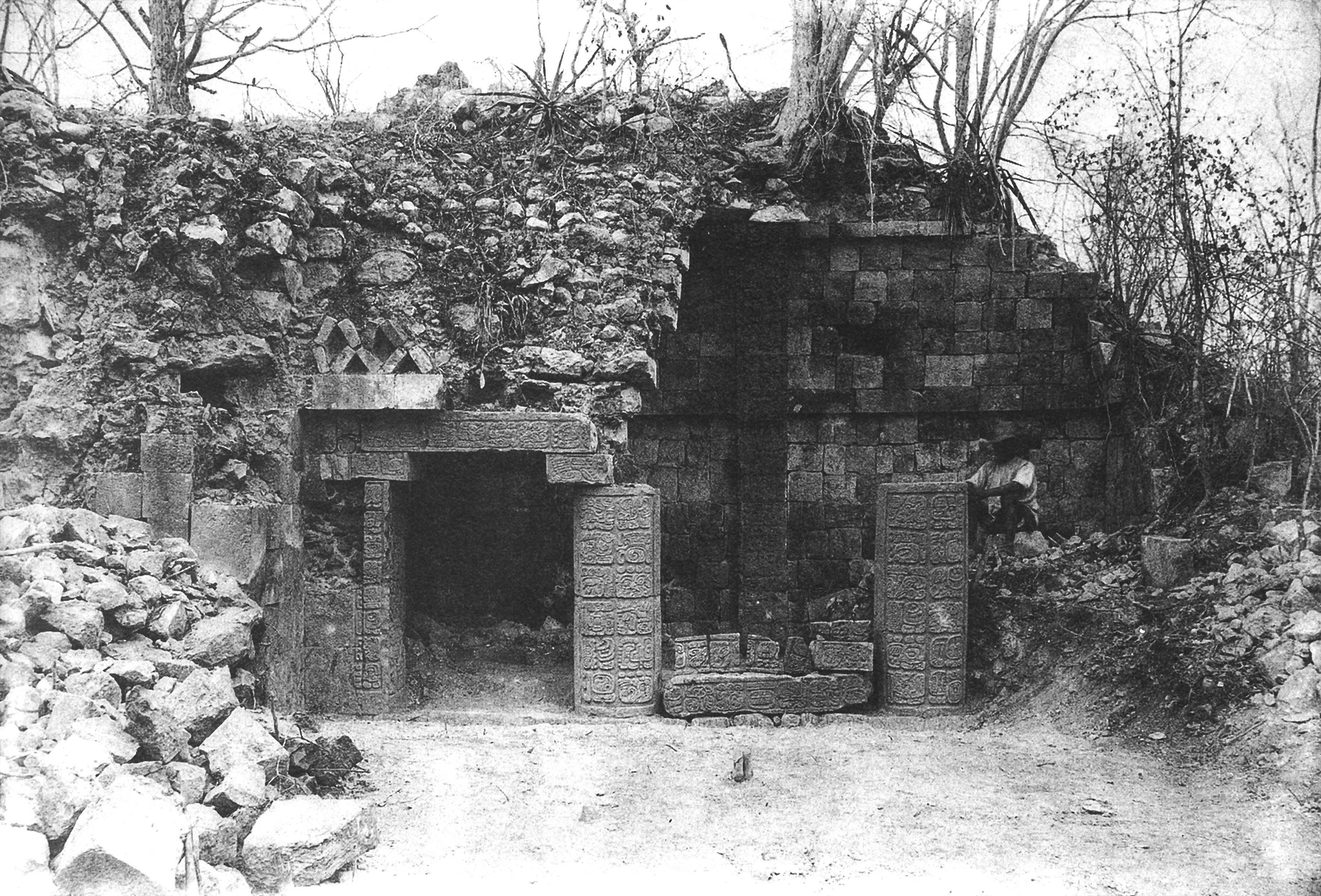
Gruppe der Initialserie, Zustand 1887

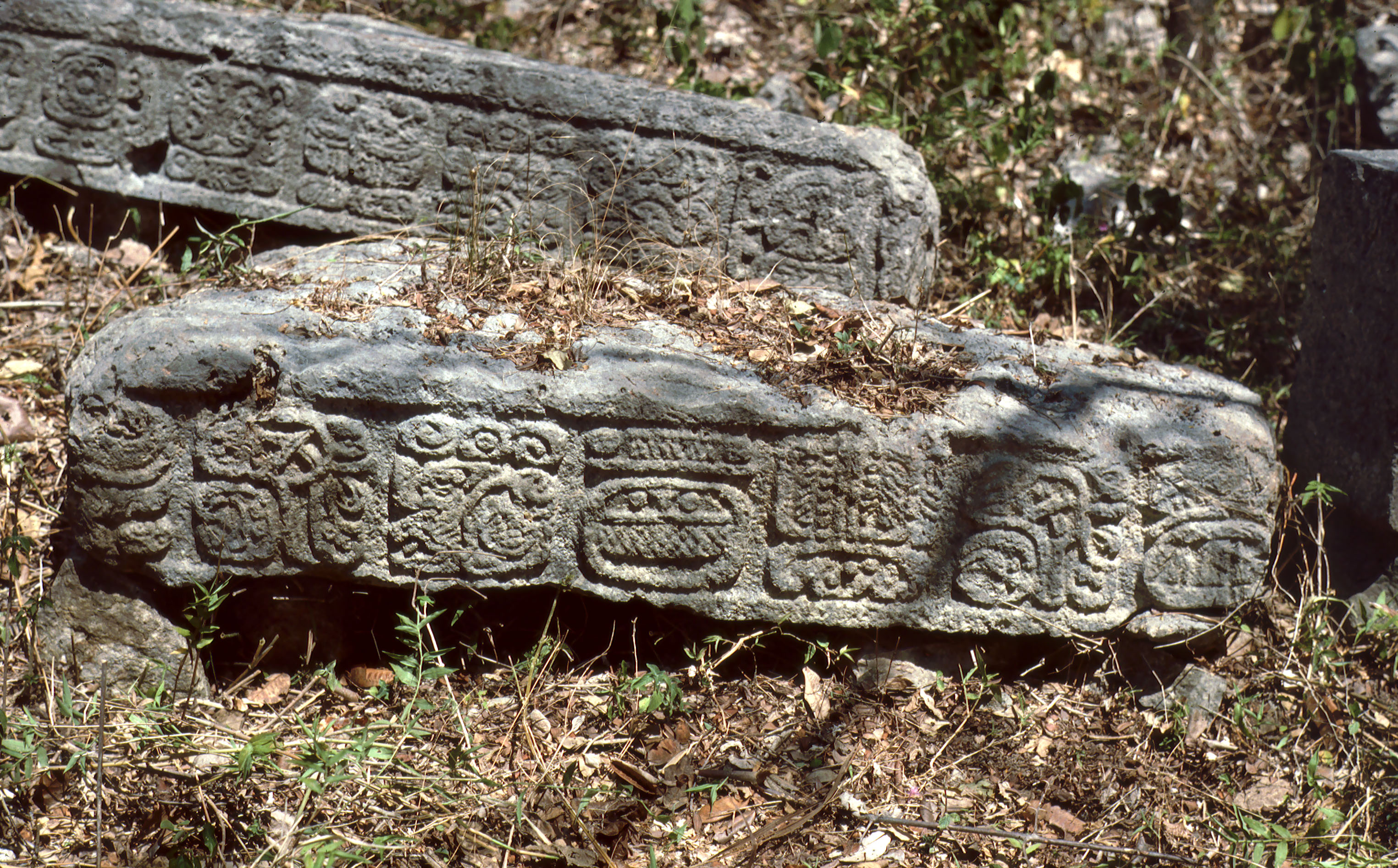
Gruppe der Initialserie, nördliches Gebäude: mittlerer Türbalken, dahinter linker Türbalken

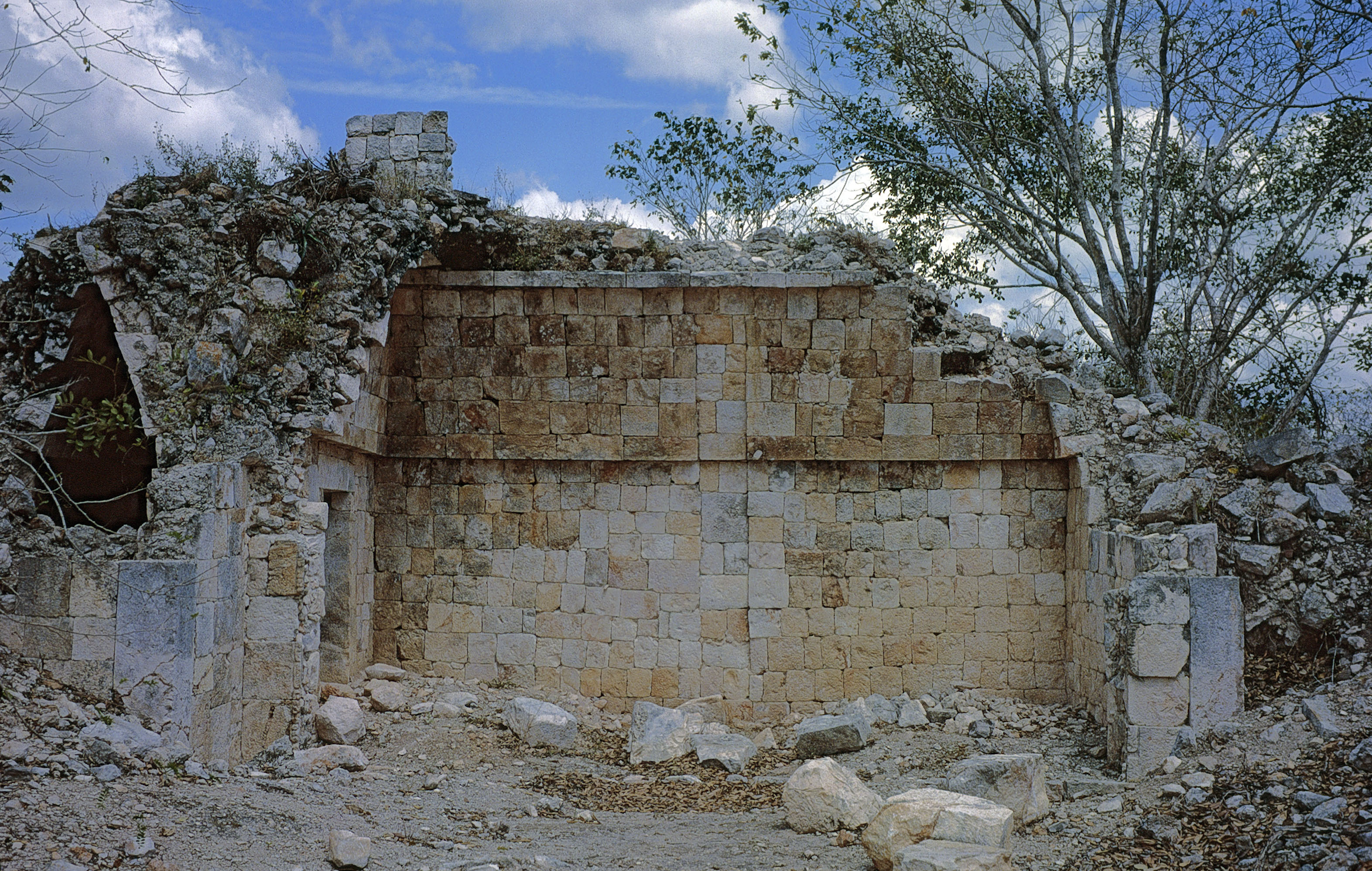
Gruppe der Initialserie, Zustand nach Entfernung der Säulen und späterer Stabilisierung der Rückwand (Ersetzung des Hieroglyphenbandes durch glatte Steine)

Das Gebäude im Norden des Hofes weist einen eigenartigen, unregelmäßigen Grundriss auf. Der mittlere Teil bestand aus einem heute in seiner vorderen Hälfte zusammengestürzten großen Raum, dessen gesamte Front aus dem von Säulen getragenen Eingang besteht.  Die nach außen weisenden Flächen der Säulen, der Kapitelle und der Türbalken und Türstürze tragen Inschriftentexte (die der Kapitelle bestehen aus Pseudoglyphen, die keinen Text wiedergeben). Die Seitenflächen der Türstürze zeigen als Flachrelief zwei kostbar geschmückte männliche Personen. An der Rückseite des Raumes verlief vom Boden bis zu den Decksteinen des Mayagewölbes ein Inschriftenband. Von dem beschriebenen Raum führt eine Türöffnung seitlich in einen quer verlaufenden Raum. Parallel zu diesem befindet sich weiter nach Westen ein weiterer Raum mit direktem Eingang von außen. Die Fortsetzung des Gebäudes nach Osten ist noch nicht geklärt.
Die Inschriftenreliefs befinden sich heute im Museum Campeche, ein kleiner Teil im Museum in Hecelchakan, das vertikale Hieroglyphenband in einer mexikanischen Privatsammlung; andere Teile sind verschollen.

### Südgebäude

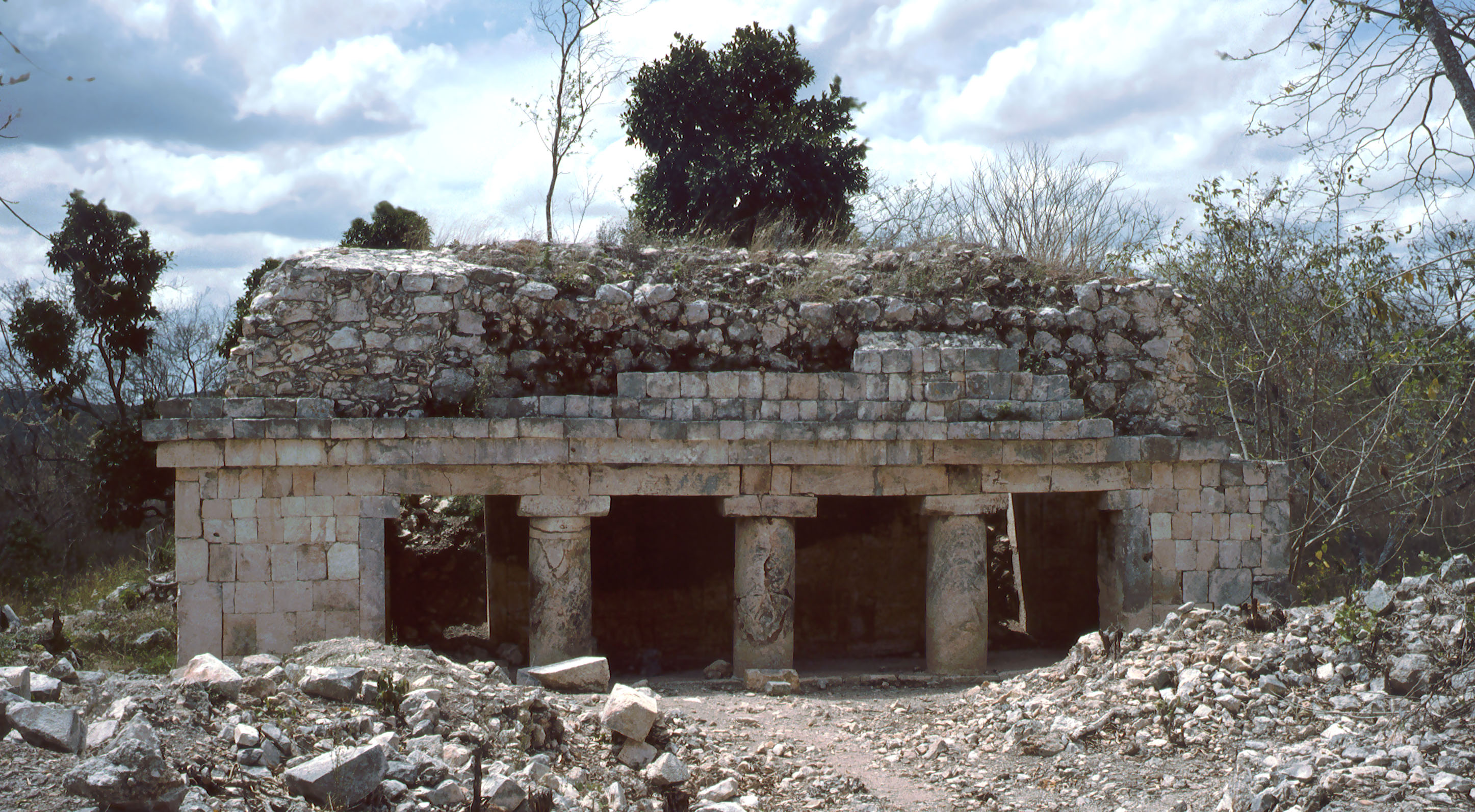
Südliches Gebäude der Gruppe der Initialserie

Das Südgebäude ist symmetrisch gestaltet: hinter einem über die gesamte Breite des Gebäudes gehenden Vorderraum mit einem durch drei nicht skulptierte Säulen getragenen Eingang liegen zwei Räume mit jeweils einem Eingang vom Vorderraum. Ob und welche Verbindung zu einem unmittelbar südlich gelegenen parallelen Gebäude bestand, ist ungeklärt.

### Gebäude D4-6

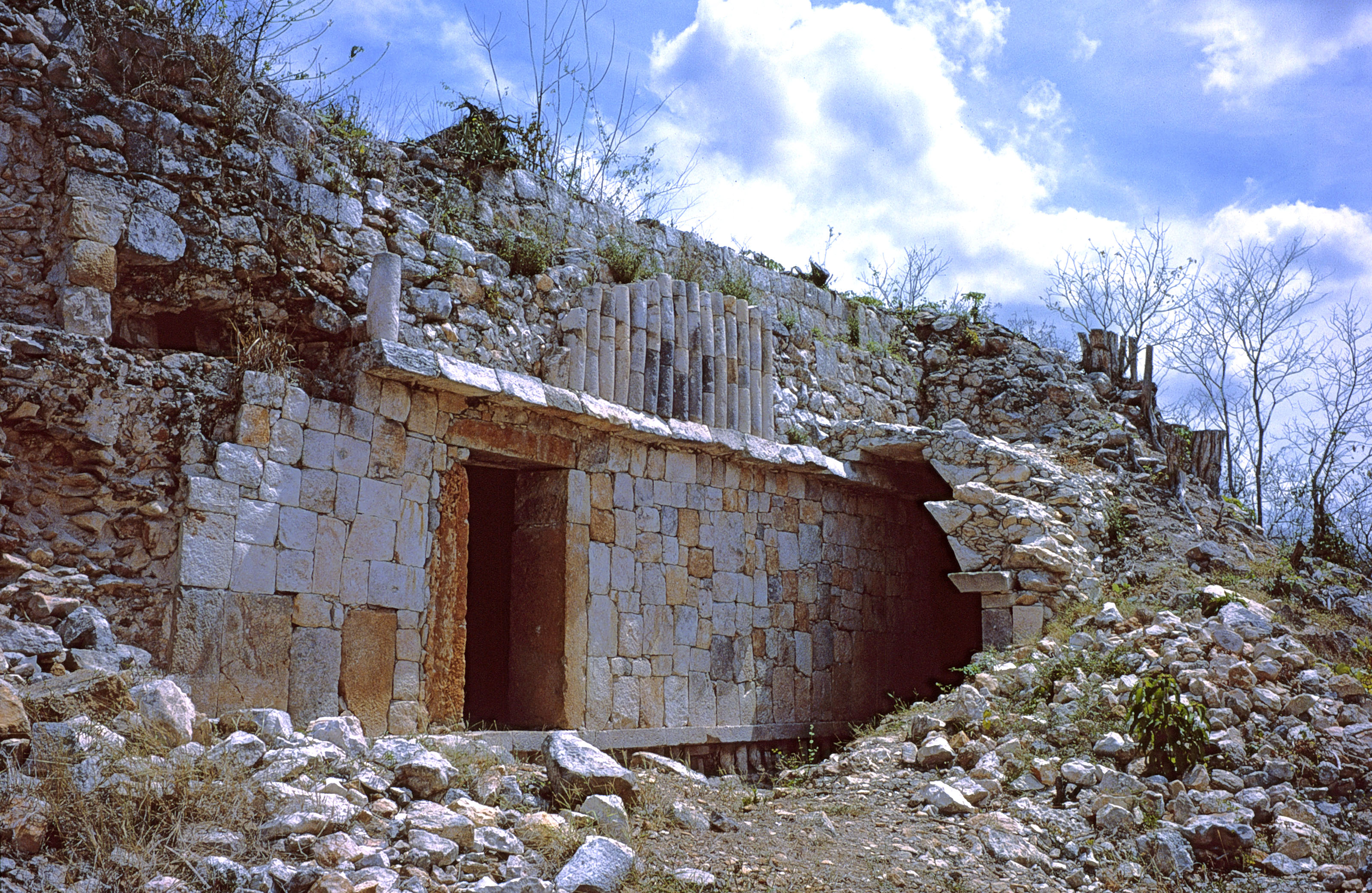
Gebäude am Eingang zur Zone

Direkt am gegenwärtigen Zugang zur Hauptgruppe liegt ein langgestrecktes Gebäude mit einer über die Fassade zu einem nicht mehr erhaltenen oder nicht fertiggestellten zweiten Stockwerk führenden Treppe. Das Gebäude, das zum Säulchenstil des Puuc gehört, hatte ursprünglich zwei Reihen zu je 5 Räumen.

## Nördliche Hügelgruppe

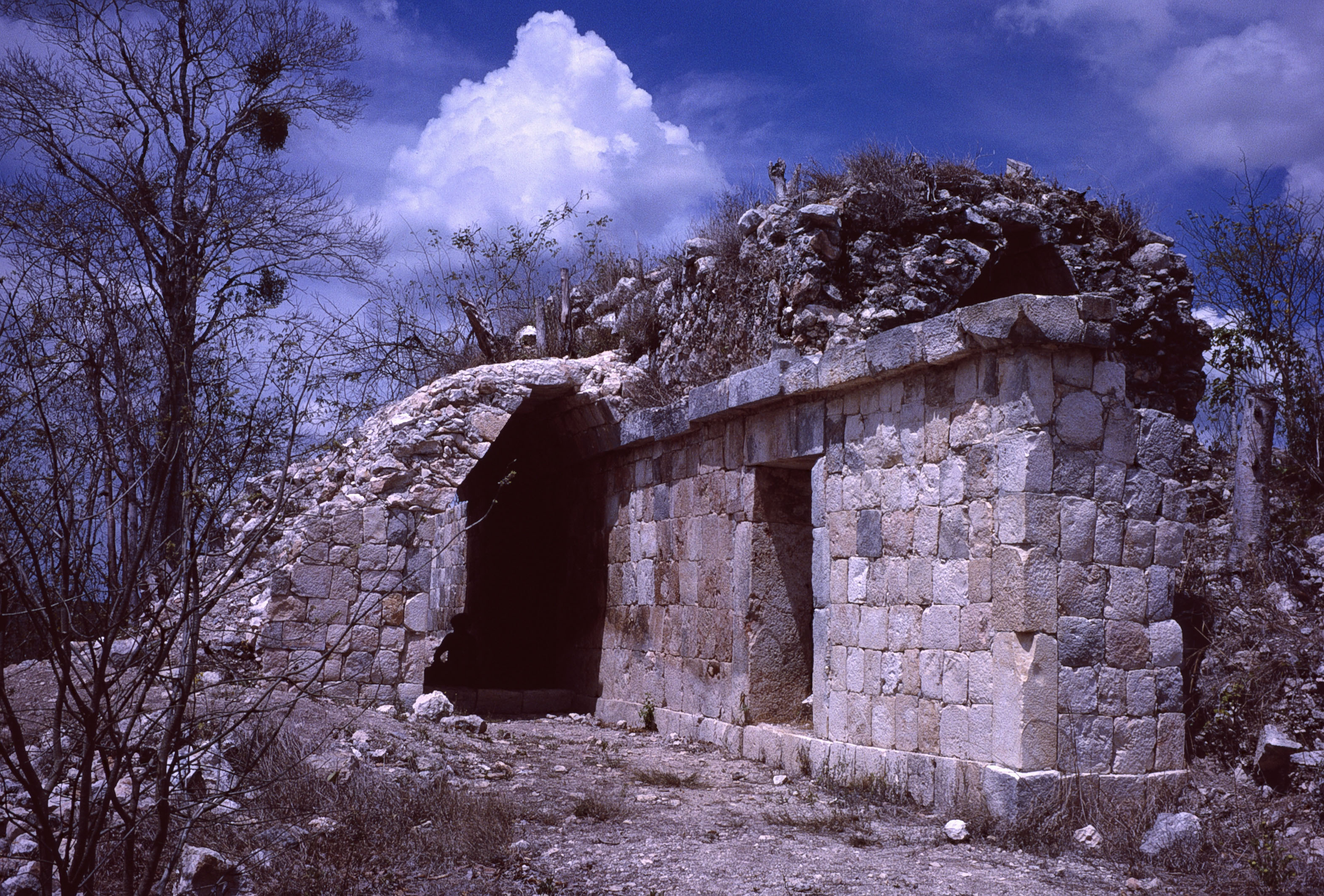
Nördliche Hügelgruppe, Südliches Gebäude

Auf einem Hügel nahe dem gegenwärtigen Zugang zu den Räumen liegt eine Hofgruppe von Gebäuden. Erhalten und teilweise konsolidiert ist das dem Anhang zugewandte Gebäude mit drei Räumen und einer auf sein Dach hinauf führenden Treppe, die entlang der Fassade einen Durchgang frei lässt, über den man den mittleren Raum betreten kann. Von einem auf dem Dach vermutlich geplanten zweiten Stockwerk sind keine Reste erkennbar. An der Rückseite des Gebäudes schließt der Hof an, an dessen gegenüber liegenden Seite ein vierseitiges Gebäude gelegen hat, das von Bautechnik und Grundriss dem frühen Puuc-Stil zuzuordnen ist. Knapp hundert Meter weiter entfernt auf dem Nachbarhügel befindet sich ein sehr komplexes Bauwerk mit mehreren Niveaus, das ebenfalls zum frühen Puuc-Stil gehört.

## Hieroglyphengruppe

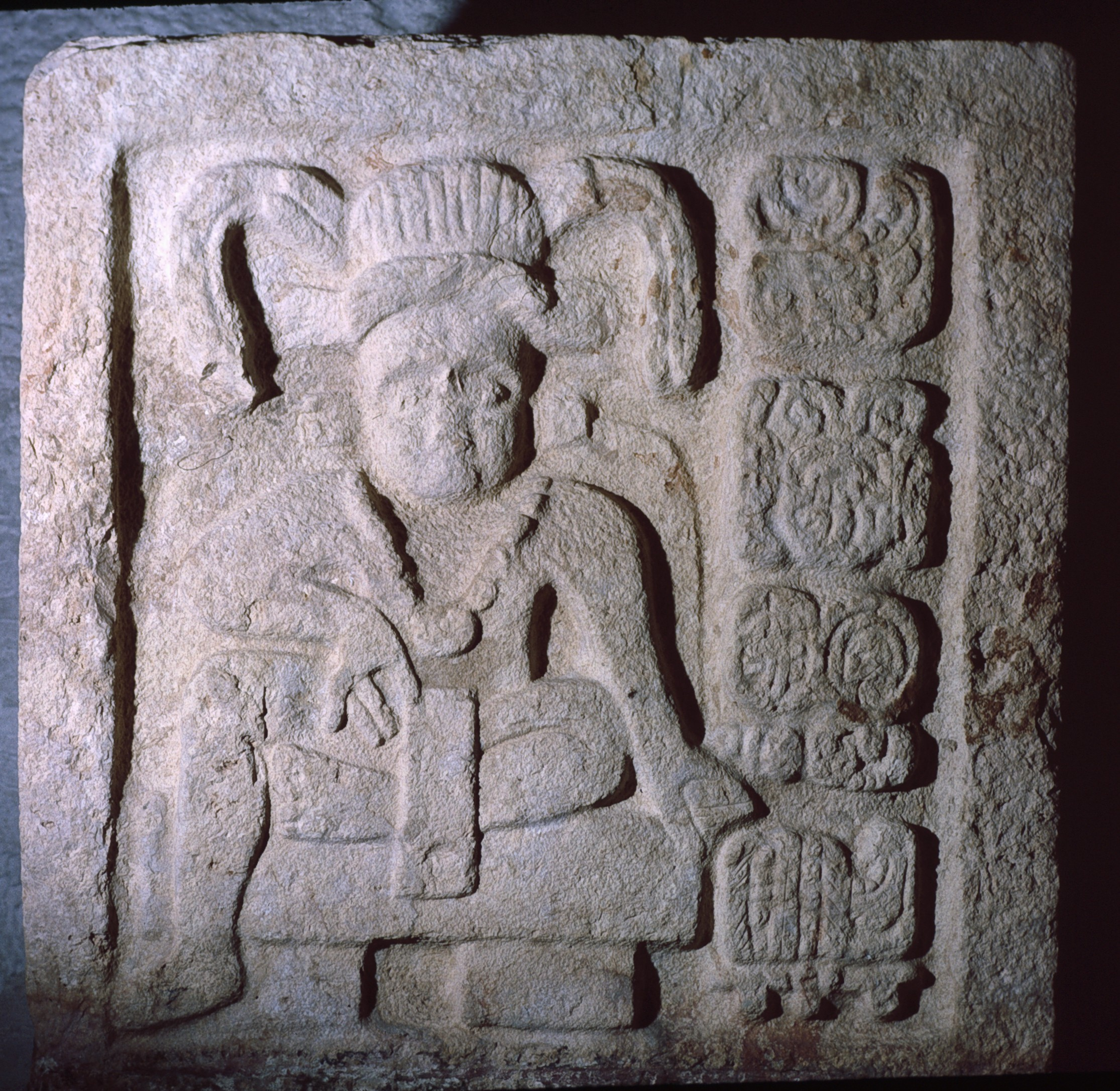
Hieroglyphengruppe, südliches Gebäude, östliches Relief (Museum Campeche)

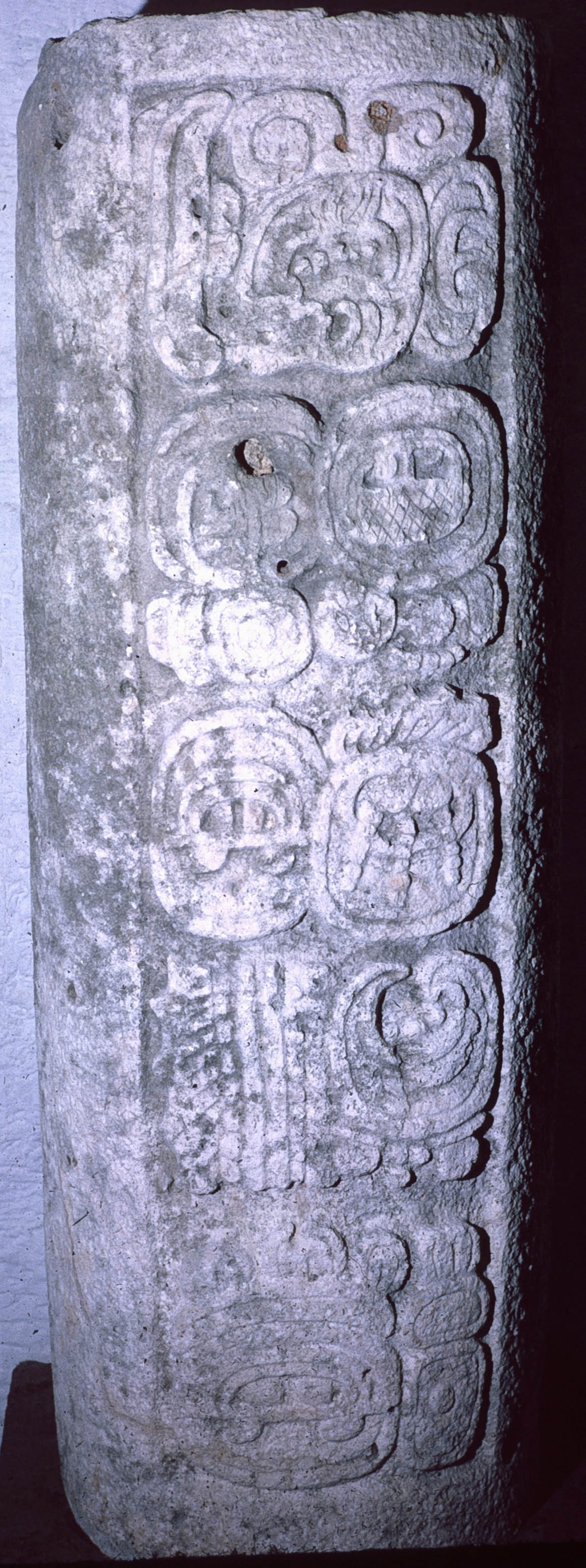
Hieroglyphengruppe, südliches Gebäude, rechter Türsturz (Museum Campeche)

Rund 400 m südlich der Hauptgruppe befindet sich die Hieroglyphen-Gruppe, die so gut wie vollständig verschwunden ist. Das mittlere Gebäude hatte zwei dicke Säulen mit Inschriften; sie befinden sich heute im Museum in Hecelchakan. Die Türstürze mit Figurendarstellungen sind in einer Privatsammlung. Ein innerer Türdurchgang wies ein einzigartiges Band mit Hieroglypheninschrift auf, die auf drei Seiten die Tür umrahmte. Das Band endete in zwei großen Reptilienköpfen. Das südliche Gebäude hatte ebenfalls Säulen mit Hieroglyphentexten und skulptierten Bändern sowie rechteckigen Feldern mit charakteristischen Figuren (jetzt in Museen in Campeche).

## Inschriften
In Xcalumkin hat sich eine große Anzahl von Hieroglypheninschriften mit Daten aus einem relativ kurzen Zeitraum von 35 Jahren erhalten. Auf einem Monument (Hieroglyphengruppe, Mittleres Gebäude, Türsturz 3) findet sich ein Bezug auf die für ihre Grabstätten bekannte Fundstelle Jaina. Die Inschriftenmonumente wurde zum größten Teil in das Museum nach Campeche gebracht. Teile befinden sich auch im Museo Arqueológico del Camino Real in Hecelchakan, zusammen mit stilistisch eng verwandten Monumenten aus nicht identifizierten Orten der Umgebung.  Einzelne Monumente aus Xcalumkin befinden sich auch in Privatsammlungen.
| Monument                        | Gregor. Datum | Lange Zählung | Kalenderrunde          | Periodenende            |
| Türbalken 2                     | 729           | [9.14.17.0.0] |                        | 17 tun in k’atun 4 ajaw |
| Brüssel Stela                   | 12.2.737      | 9.15.5.10.1   | 3 ix 3 pop (Y)         |                         |
| Panel 6                         | 733           | [9.15.2.0.0]  |                        | 2 tun in k’atun 2 ajaw  |
| Panel 2 (Initial Series Build.) | 23.10.743     | 9.15.12.6.9   | 7 muluk 1 k’ank’in (Y) |                         |
| Kapitell 1                      | 744           | [9.15.13.0.0] |                        | 13 tun in k’atun 2 ajaw |
| Vase                            | 765           | [9.16.14.0.0] |                        | 14 tun in k’atun13 ajaw |

Y = Datum in der yukatekischen Rechnungsweise, in eckigen Klammern errechnete Werte.